# Калинівка (притока Локні)
Калинівка — річка в Україні, у Шосткинському районі Сумської області. Права притока Локні (басейн Дніпра).

## Опис
Довжина річки приблизно 10,5 км.

## Розташування
Бере початок на південному сході від селища Есмань. Тече переважно на південний схід через Кучерівку і на півночі від Харківки впадає у річку Локню, праву притоку Клевені.